# Quark, Strangeness and Charm
Quark, Strangeness and Charm è il settimo album in studio della space rock band britannica Hawkwind, registrato nel 1977 e pubblicato nello stesso anno. È il primo senza Nik Turner.

## Tracce
1. Spirit of the Age – 7:20 –  (Calvert/Brock)
2. Damnation Alley – 9:06 –  (Calvert/Brock/House)
3. Fable of a Failed Race – 3:15 –  (Calvert/Brock)
4. Quark, Strangeness and Charm – 3:41 –  (Calvert/Brock)
5. Hassan-i-Sabah – 5:21 –  (Calvert/Rudolph)
6. The Forge of Vulcan – 3:05 –  (House)
7. The Days of the Underground – 3:13 –  (Calvert/Brock)
8. The Iron Dream – 1:53 –  (King)

## Formazione
- Robert Calvert - voce
- Dave Brock - chitarra, sintetizzatore, voce
- Simon House - violino, tastiere
- Adrian Shaw - basso
- Simon King - batteria